# Радхадеш
Радхаде́ш (англ. Radhadesh, также известен как Шато де Петит-сомм фр. Château de Petite Somme) — община Международного общества сознания Кришны (ИСККОН) в Бельгии, в Арденнских горах. Является штаб-квартирой ИСККОН в Бельгии и крупнейшим индуистским центром в Бенилюксе. Радхадеш ежегодно посещают более 30 000 туристов.

## Описание
Центром общины является храм Радхи-Гопинатхи, находящийся в здании замка XIX века. В храме установлены божества Радхи-Кришны, Джаганнатхи и Гаура-Нитая. Основатель Международного общества сознания Кришны Бхактиведанта Свами Прабхупада в 1972 году собственнолично установил божества Джаганнатхи, Баладевы и Субхадры в амстердамском храме в ходе торжественного ритуала. В феврале 1977 года там также были установлены божества Радхи-Гопинатхи. В 1980 году божества были перемещены в Радхадеш, где им поклоняются и по сей день.
На территории Радхадеша расположены традиционная хлебопекарня, магазин индийских товаров, кафетерия, вегетарианский ресторан, парк и вайшнавский теологический Бхактиведанта-колледж. Общая площадь земельных угодий составляет 47 гектаров.

## История

### XI—XIV века
Самые ранние исторические свидетельства о существовании Шато де Петит-сомм относятся к XI веку. В летописях описывается, как в 1065 году владелец замка, Гозелон де Монтайгу, ограбил аббатство Сент-Хуберт. После смерти Монтайгу, его вдова, почувствовав вину за поведение мужа, отдала во владение аббатству замок и всех своих подданных. В результате, собственником земли стал епископ Льежский. В конце того же века, замок стал частью оборонительной линии. В начале XIV века Жан де Богем построил в замке башню. В том же веке, замок стал частью северной оборонительной линии герцогства Люксембургского, которое получило его в качестве оплаты за долги.

### XV—XIX века
В период с 1461 по 1774 год, замком владела семья Хамаль. После этого, он находился во владении ряда аристократических семей из Бенелюкса и из-за его пределов, пока не перешёл в собственность семьи Фаверо. К тому времени, от изначального замка не осталось и следа. Барон Шарль де Фаверо снёс здание, служившее резиденцией семье Хамаль, и построил на его фундаменте загородный кирпичный особняк. Замок оставался в собственности Фаверо вплоть до 1877 года, после чего был унаследован Луизой Мари Евлалией, которая была дальней родственницей барона Виктора Альберта де Фаверо. Новые владельцы в 1888 году снесли кирпичный особняк, построенный ранее Шарлем де Фаверо, и возвели на его месте замок в неоготическом стиле. Вокруг замка остались стоять некоторые древние постройки, а в самом замке сохранилась дверь с гербами родов Хамаль и де Гране. В этот период, была также вырублена бо́льшая часть окружавшего замок леса.

### Первая и Вторая мировая война
Во время Первой мировой войны, семья де Во использовала замок как госпиталь для раненых. В ходе боёв, некоторые дома в близлежащей деревне Петит-Сомм были разрушены и деревенские жители нашли прибежище в замке. Также пострадали некоторые из прилегающих к замку построек. В ходе Второй мировой войны, в районе замка погибло несколько участников сопротивления. В конце войны замок был освобождён американскими войсками.
В 1946 году умер владелец замка граф Шарль де Журда и поместье, вместе с прилегавшими к нему 160 гектарами земли, было продано. В период с 1948 по 1949 год, группа филантропов преобразовала замок в центр отдыха для студентов и учёных. На его территории располагалась школа, молодёжная туристическая база, кемпинг, отель и ресторан.

### Приобретение замка кришнаитами и основание вайшнавской общины
В 1975 году Шато де Петит-сомм приобрёл брюссельский брокер Серж Франсевич, который не нашёл ему применения и в 1979 году продал его Международному обществу сознания Кришны (ИСККОН). Замок был приобретён ИСККОН вместе с прилегающими к нему 15 гектарами земельных угодий. Последующая история замка тесно связана с историей Международного общества сознания Кришны в Бельгии и Нидерландах. В Нидерландах кришнаиты впервые появились в 1970 году, в том же году в Амстердаме был основан первый кришнаитский храм в странах Бенилюкса. В 1977 году в Брюсселе был сформирован и официально зарегистрирован бельгийский филиал ИСККОН, «Association pour la conscience de Krishna». Сделано это было под руководством бывшего сотрудника Свободного бельгийского университета Клода Ноуве. В 1980 году штаб-квартира бельгийского ИСККОН переместилась из Брюсселя в Шато де Петит-сомм. Кришнаиты отреставрировали замок, и, переоборудовав его под вайшнавский храм и ашрам, переименовали его в Радхадеш, что в буквальном переводе означает «Земля Радхи».

### Современное состояние
Вдобавок к уже существовавшим 15 гектарам земельных угодий, были приобретены ещё 32 гектара лесов, лугов и сельскохозяйственной земли. Таким образом, общая земельная площадь достигла 47 гектаров. По данным на 2006 год, на территории Радхадеша существует традиционная хлебопекарня, магазин индийских товаров, кафетерия, вегетарианский ресторан и парк (носящий название «Парк Гопинатхи»). В июле 2002 года также была открыта гостиница «Maison d’hôtes Radhadesh» с конференц-залом. В том же году на территории Радхадеша начал функционировать вайшнавский теологический Бхактиведанта-колледж.
В 2006 году в ашраме Радхадеша постоянно проживало около 45 кришнаитов, большинство из которых жили как монахи и монахини, проходя программу духовного обучения. В том же году на территории Радхадеша также проживало около 60-70 семейных кришнаитов, в районе с частными домами.
Радхадеш является самым крупным вайшнавским храмом в Бенелюксе и одной из туристических достопримечательностей Бельгии, которую ежегодно посещают около 30 000 туристов. Туризм является одним из основных источников дохода для Радхадеша.
Заметная разница между Радхадешем и другой подобной вайшнавской общиной, Бхактиведанта-мэнором в Великобритании, заключается в том, что они привлекают разные категории посетителей: тогда как в Великобритании бо́льшую часть посещающих Бхактиведанта-мэнор составляют индусы-эмигранты, то в Радхадеше малозаметна связь с индийскими или другими эмигрантскими общинами, за исключением общины голландских индусов.

## Руководство
Радхадеш зарегистрирован в Бельгии как некоммерческая организация, которая управляется Генеральной ассамблеей Радхадеша. Повседневное руководство общиной осуществляет Административный совет. Нынешний президент Радхадеша — Герман Янссенс (духовное имя — Хридая Чайтанья Даса), бельгиец по происхождению, возглавляет общину с 1986 года. Он присоединился к ИСККОН в 1980 году в Амстердаме и в том же году поселился в Радхадеше. Он и его жена являются учениками Сатсварупы Дасы Госвами, одного из первых учеников основателя ИСККОН Бхактиведанты Свами Прабхупады. Под руководством Хридаи Чайтаньи община успешно растёт и развивается.